# Sainte-Marie-de-Cuines
Sainte-Marie-de-Cuines és un municipi francès situat al departament de la Savoia i a la regió d'Alvèrnia-Roine-Alps. L'any 2007 tenia 723 habitants.

## Demografia

### Població
El 2007 la població de fet de Sainte-Marie-de-Cuines era de 723 persones. Hi havia 296 famílies de les quals 76 eren unipersonals (24 homes vivint sols i 52 dones vivint soles), 100 parelles sense fills, 116 parelles amb fills i 4 famílies monoparentals amb fills.
La població ha evolucionat segons el següent gràfic:
Habitants censats

### Habitatges
El 2007 hi havia 410 habitatges, 301 eren l'habitatge principal de la família, 64 eren segones residències i 45 estaven desocupats. 382 eren cases i 25 eren apartaments. Dels 301 habitatges principals, 235 estaven ocupats pels seus propietaris, 46 estaven llogats i ocupats pels llogaters i 20 estaven cedits a títol gratuït; 3 tenien una cambra, 11 en tenien dues, 36 en tenien tres, 102 en tenien quatre i 149 en tenien cinc o més. 238 habitatges disposaven pel capbaix d'una plaça de pàrquing. A 105 habitatges hi havia un automòbil i a 171 n'hi havia dos o més.

### Piràmide de població
La piràmide de població per edats i sexe el 2009 era:
| Homes | Edats   | Dones |
| ----- | ------- | ----- |
| 0     | 95 o +  | 0     |
| 0     | 90 a 94 | 0     |
| 8     | 85 a 89 | 12    |
| 0     | 80 a 84 | 12    |
| 8     | 75 a 79 | 8     |
| 20    | 70 a 74 | 20    |
| 12    | 65 a 69 | 20    |
| 12    | 60 a 64 | 20    |
| 12    | 55 a 59 | 12    |
| 8     | 50 a 54 | 12    |
| 36    | 45 a 49 | 24    |
| 12    | 40 a 44 | 20    |
| 24    | 35 a 39 | 20    |
| 24    | 30 a 34 | 12    |
| 32    | 25 a 29 | 16    |
| 4     | 20 a 24 | 4     |
| 20    | 15 a 19 | 12    |
| 16    | 10 a 14 | 20    |
| 8     | 5 a 9   | 28    |
| 4     | 0 a 4   | 8     |

## Economia
El 2007 la població en edat de treballar era de 463 persones, 360 eren actives i 103 eren inactives. De les 360 persones actives 347 estaven ocupades (185 homes i 162 dones) i 13 estaven aturades (7 homes i 6 dones). De les 103 persones inactives 38 estaven jubilades, 34 estaven estudiant i 31 estaven classificades com a «altres inactius».

### Ingressos
El 2009 a Sainte-Marie-de-Cuines hi havia 303 unitats fiscals que integraven 742 persones, la mediana anual d'ingressos fiscals per persona era de 17.888 €.

### Activitats econòmiques
Dels 24 establiments que hi havia el 2007, 3 eren d'empreses extractives, 1 d'una empresa alimentària, 3 d'empreses de construcció, 3 d'empreses de comerç i reparació d'automòbils, 2 d'empreses de transport, 4 d'empreses d'hostatgeria i restauració, 1 d'una empresa financera, 4 d'empreses de serveis, 2 d'entitats de l'administració pública i 1 d'una empresa classificada com a «altres activitats de serveis».
Dels 8 establiments de servei als particulars que hi havia el 2009, 2 eren tallers de reparació d'automòbils i de material agrícola, 2 paletes, 1 guixaire pintor, 1 perruqueria i 2 restaurants.
L'únic establiment comercial que hi havia el 2009 era una fleca.
L'any 2000 a Sainte-Marie-de-Cuines hi havia 8 explotacions agrícoles.

## Equipaments sanitaris i escolars
El 2009 hi havia una escola elemental.

## Poblacions més properes
El següent diagrama mostra les poblacions més properes.